# Gare du Mayet-de-Montagne
Ne doit pas être confondu avec Gare de Mayet.
La gare du Mayet-de-Montagne est une ancienne gare du réseau ferré secondaire de l'Allier située au Mayet-de-Montagne, en Montagne bourbonnaise, dans le sud-est du département de l'Allier. Elle était le terminus de la ligne de Lapalisse et une des principales gares de la ligne de Vichy à Lavoine, ligne qui un temps fut connectée au réseau ferré de la Loire. La gare fut fermée en 1949 avec la fermeture de cette dernière ligne. Le bâtiment est aujourd'hui une résidence privée.

## Situation ferroviaire
Établie à 545 mètres d'altitude, la gare du Mayet-de-Montagne était une gare du réseau secondaire de l'Allier (aux trains familièrement appelés « les tacots »). 
Elle était le terminus de la ligne à voie métrique unique de Lapalisse au Mayet-de Montagne, construite et exploitée par la Société générale des chemins de fer économiques (SE) de 1906 à sa fermeture en 1939. 
Elle était aussi située au point kilométrique 23 la ligne de Cusset à Lavoine, aussi une ligne à voie métrique unique, construite et exploitée elle par le Chemin de fer du Centre (CFC) de 1910 à 1928 puis par la SE de 1928 à sa fermeture en 1949.

## Histoire

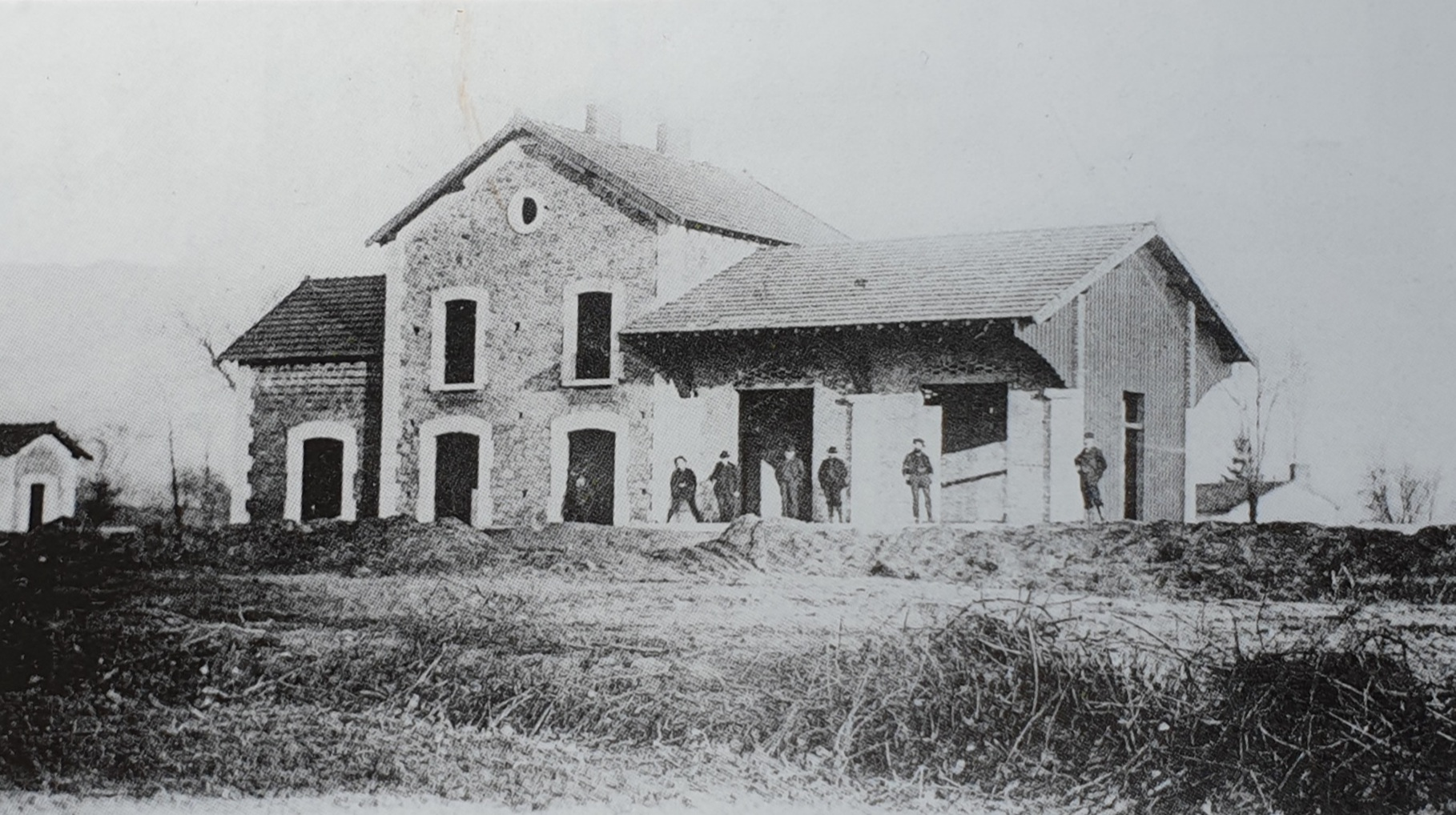
Gare en construction dans le milieu des années 1900

La gare est construite en 1906, avec l'ouverture le 1er août de cette année de la ligne Lapalisse-Mayet-de-Montagne par la Société générale des chemins de fer économiques (SE) qui possède alors la plupart des lignes du réseau ferré secondaire de l'Allier. Le bâtiment de la gare est construit sur le standard des gares d'importance de la SE, gare dite de première catégorie. Avec la gare de Nizerolles, gare suivante en aval de la ligne (mais de seconde catégorie), elles sont alors les uniques gares ferroviaires de la Montagne bourbonnaise (la gare de la Croix-Rouge Chatel-Montagne est une halte). 
Le bâtiment de la gare du Mayet est composé d'un corps central de 8,05 mètres sur 9,08 mètres avec deux portes côté quai et deux côté rue. Le rez-de-chaussée est occupé par le bureau du chef de gare et un local à bagages. Un vestibule avec un escalier mène au 1er étage où se trouve l'appartement du chef de gare avec une entrée, une salle à manger, une cuisine et deux chambres. Deux ailes se trouvent de part et d'autre de ce corps central, l'une servant de salle d'attente pour les voyageurs, l'autre, avec un quai surélevé et une toiture débordante, de halle à marchandises. Un peu éloigné, un petit bâtiment de 3 mètres sur 2,5 m — que l'on retrouvait aussi sur les autres gares du réseau — abritait les toilettes et la lampisterie. Cette dernière était toujours volontairement à l'écart du bâtiment principal des gares pour éviter la propagation d'un éventuel incendie. 
En juillet 1910, elle devient gare de connexion avec l'arrivée de la ligne Cusset-Mayet-de-Montagne construite et opérée par la Société des Chemins de fer du Centre (CFC), une des rares lignes du réseau ferré secondaire de l'Allier qui ne soit pas concédée à la SE. Cette ligne sera prolongée jusqu'à Ferrières-sur-Sichon dès janvier 1911 et jusqu'à Vichy d'un côté et Saint-Just-en-Chevalet dans la Loire de l'autre dès 1912, permettant quelques mois plus tard une connexion à Roanne par le réseau ferré de la Loire. L'arrivée de cette nouvelle ligne voit un agrandissement de la gare avec la construction de nouvelles voies et aiguillages, d'un quai d'embarquement, d'un château d'eau, l'installation d'une grue élévatrice, d'une bascule pour le poids des wagons et d'une plaque tournante pour leur manœuvre. La gare dispose alors de plusieurs voies, dont des voies d'évitement— les deux lignes étaient à voie unique — et d'une voie de garage.
La gare est à cette époque vraiment à l'écart des zones habitées et un tronçon de route est construit pour la relier au chemin du Buisson. La route de la Poste ne sera ouverte que plus tardivement.
Elle devient alors la principale gare de la Montagne bourbonnaise. Mayet-de-Montagne, chef-lieu du canton et point de passage entre les vallées de la Besbre et du Sichon, compte alors 2 200 habitants. Le bourg est le carrefour commerçant de la région avec une activité dans le bois, la taille et polissage du granite, les ateliers textiles et une grosse activité de commerce agricole. La gare connaitra donc une forte activité de fret, surtout les jours de marché, où bétail et volailles sont embarqués pour Vichy ou Roanne. Dans sa configuration normale, quatre personnes y travaillent : le chef de gare, logé au 1er étage ; le facteur enregistreur, qui s'occupe du service marchandises et remplace éventuellement le chef de gare ; le facteur mixte, qui s'occupe des voyageurs, de la vente de billets et charge les bagages avec l'homme d'équipe et aide celui-ci pour la manœuvre des wagons et enfin l'homme d'équipe, qui est chargé des manœuvres des wagons, du transport des colis et de l'entretien de la gare. 
La ligne vers Lapalisse est fermée en 1939 lors de la fermeture, pour cause de déficit, de la plupart des lignes du réseau secondaire de l'Allier. Celle de Vichy-Lavoine (la connexion avec le réseau de la Loire avait déjà cessé avant la guerre) fermera en 1949, entrainant la fermeture de la gare. Le bâtiment abritera des années 1950 à 1980 la brigade locale de Gendarmerie. Elle est aujourd'hui une résidence privée.

## Patrimoine ferroviaire

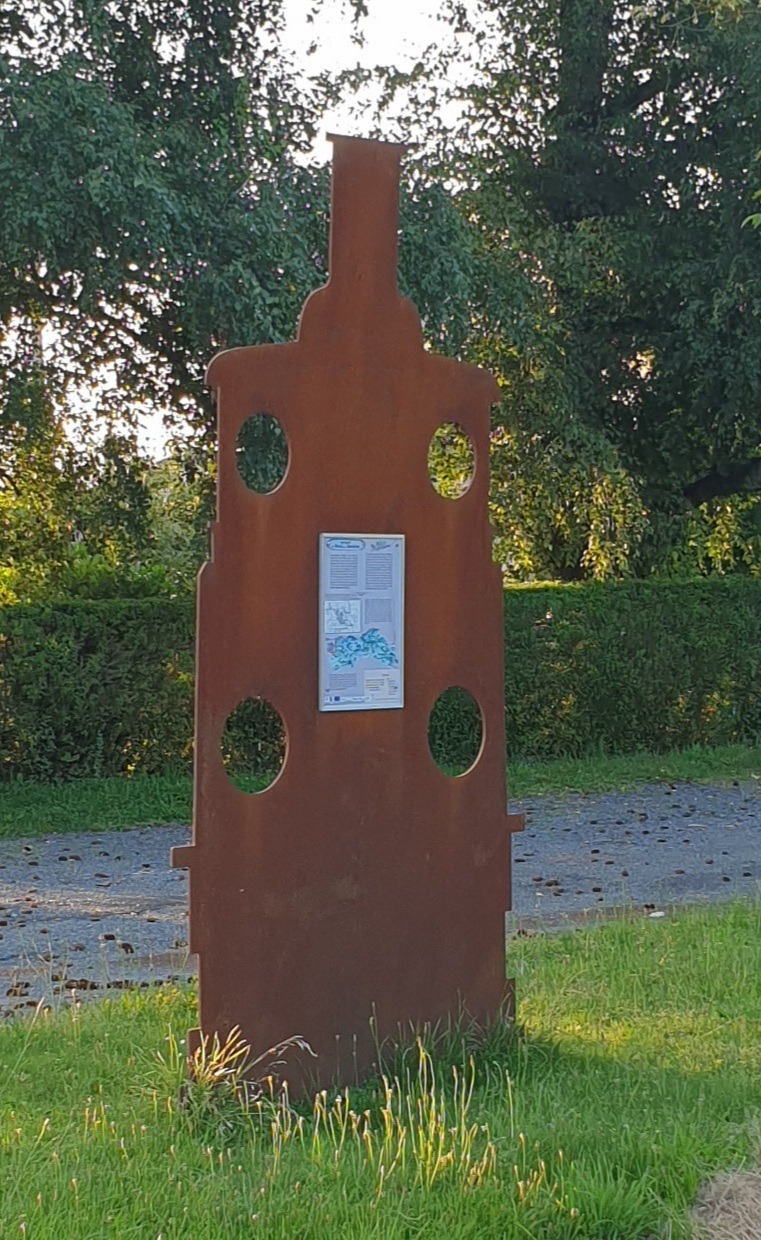
Monument au tacot, non loin de la gare.

Le bâtiment de la gare est aujourd'hui (2022) une résidence privée mais la forme d'origine du bâti est resté la même. L'emprise de l'ancienne gare a été en partie bâtie dont par le collège public Jules-Verne. Un peu plus au nord de la gare, dans le jardin d'une résidence privée, on peut apercevoir la grue élévatrice d'époque qui été utilisé pour le chargement et le déchargement du fret. Au bord de la rue passant devant la gare, une grande plaque de métal, stylisant la vue de face d'une locomotive de l'époque, a été dressée avec un panneau explicatif sur l'histoire du « tacot ».